# BugLug
BugLug é uma banda japonesa de rock da cena visual kei formada em 2009, associada brevemente ao subgênero oshare kei. Atualmente é composta pelos membros Issei, Kazuki, Yu, Tsubame e Yusuke, fazendo parte da Resistar Records. 
Seus lançamentos alcançam o top 5 da parada da Oricon indies regularmente e eles frequentemente fazem shows com outras bandas da cena. BugLug, Kiryu, R-Shitei e Vistlip foram descritos como os "quatro reis celestiais" da nova geração do visual kei. Esse título foi inventado quando foi dado à Malice Mizer, Shazna, Fanatic Crisis e La'cryma Christi na geração anterior.

## Carreira

### 2009–2015: Formação e primeiros anos
BugLug foi formada no final de novembro de 2009, quando seu site oficial apresentava uma imagem borrada dos membros da banda, uma prévia da canção "-7-", a data de lançamento de seu primeiro EP e uma contagem regressiva para 19 de dezembro. Neste dia, os membros foram revelados; eram eles o vocalista Issei, os guitarristas Kazuki e Yu e o baixista Tsubame. Tsubame e Kazuki foram roadies do Baroque.
Em 27 de janeiro de 2010, o grupo lançou seu primeiro EP Super Nova. Os compradores do álbum poderiam comparecer gratuitamente ao primeiro show da banda em 6 de março. Em 6 de agosto, eles lançaram seu segundo single "Made in Mine", que conquistou o primeiro lugar na parada da Oricon de artistas independentes. No final do ano participaram de um álbum tributo a bandas visual kei dos anos 90 Crush! 90's V-Pop Best Hit Cover Songs, com um cover de "Melty Love" de Shazna.
Em 2011 o baterista Masaumi, ex-membro do grupo Juliet, juntou-se à banda, que não possuía um baterista até então. Em 20 de março de 2013 a banda lançou três singles simultaneamente; "Live to Love", "BUKIMI" e "R.I.P", que ficaram lado a lado em suas posições na Oricon (17°, 18° e 19°), e em maio lançaram um compilado com os três e mais uma faixa bônus, intitulado "Bunmei Kaika". Além disso, haviam lançado um DVD ao vivo em fevereiro. Uma apresentação surpresa do BugLug aconteceu em 6 de agosto de 2014 na estação de Shinjuku. Em 2015 a loja de moda e música japonesa Xenon, localizada Los Angeles, realizou uma livestream com a banda com perguntas e respostas.

### 2016–presente: Acidente de Issei e turnês conjuntas
Em 7 de maio de 2016, o vocalista Issei foi hospitalizado após sofrer ferimentos graves na cabeça caindo das escadas em um restaurante em Shibuya, Tóquio. A banda então adiou todas as turnês a serem realizadas. Issei recuperou totalmente e recebeu alta do hospital em julho. Em 2018, começaram a realizar anualmente o festival Bugsami com outras bandas da cena visual kei no Usen Studio Coast em Tóquio. Em 1 de maio lançaram seu terceiro álbum, KAI・TAI・SHIN・SHO, disponível em três edições, duas delas limitadas. Foi promovido por uma turnê nacional de abril a junho.
Em março de 2019 a banda realizou a já prometida há algum tempo turnê em conjunto com o Alice Nine com seis datas. No início de agosto foi lançado o álbum Futomei na Sugao e realizado o Bugsami daquele ano, porém logo depois Masaumi deixou a banda. Em 2020, foi anunciado que Yusuke se tornaria o novo baterista. Em 2022 participaram da turnê de despedida da banda Dog inThePWO. No Bugsami daquele ano um sorteio foi realizado entre o público do festival, em que o ganhador receberia o valor do seu ingresso de volta. Além disso, tiveram que alterar o local do festival para o Chichibu Muse Park, tornando este o primeiro evento da banda ao ar livre.
No início de 2023 a Resistar Records promoveu uma turnê com BugLug e outras bandas, entre elas Codomo Dragon e Diaura. Seu segundo álbum completo foi lançado em maio, intitulado I Con e foi promovido por uma turnê de 15 shows. No dia 17 de agosto, eles participaram do festival da banda Dezert, Dezert Party, ao lado das bandas Razor, Amai Bouryoku, Royz e Chaqla. No início de 2024 fizeram uma turnê que relembrava as músicas seu primeiro álbum, G.A.G.

## Estilo musical
Sua música foi descrita como "um novo estilo de rock misto". A voz doce e a performance colorida do vocalista Issei foram descritas como "atual e cheio de pop". AllMusic afirmou que no início da carreira eles eram uma "típica banda de oshare" mas que mudaram sua direção após alguns anos.
O nome é uma combinação das palavras em inglês "Bug" e "Luxury", que representa as ideias de criar algo "vibrante, divertido e interessante" segundo o AllMusic.

## Membros
- Issei – vocal (2009–presente)
- Kazuki – guitarra (2009–presente)
- Yu – guitarra (2009–presente)
- Tsubame – baixo (2009–presente)
- Yusuke – bateria (2020–presente)

Ex membros
- Masaumi – bateria (2011–2019)

## Discografia

### Álbuns e EPs
| Título                                           | Tipo             | Lançamento             | Posição na Oricon | Posição na Oricon |
| Título                                           | Tipo             | Lançamento             | Principal         | Indies            |
| ------------------------------------------------ | ---------------- | ---------------------- | ----------------- | ----------------- |
| SUPER NOVA                                       | EP               | 27 de janeiro de 2010  | —                 | 4                 |
| G.A.G                                            | Álbum de estúdio | 8 de agosto de 2012    | 48                | 5                 |
| Happy Birthday Kill You                          | Álbum de estúdio | 1 de abril de 2015     | 17                | 1                 |
| Zesshō ~Best of BugLug~ (絶唱～Best of BugLug～) | Greatest hits    | 5 de abril de 2017     | 37                | 6                 |
| KAI・TAI・SHIN・SHO                              | Álbum de estúdio | 1 de maio de 2018      | 17                | 1                 |
| Futomei na Sugao (不透明な素顔)                  | Álbum de estúdio | 6 de agosto de 2019    | —                 | 4                 |
| Rock Band Is Not Dead                            | Álbum de estúdio | 24 de novembro de 2020 | —                 | —                 |
| i CON                                            | Álbum de estúdio | 3 de maio de 2023      | —                 | 8                 |

### Singles
| Título                                                                | Lançamento             | Posição na Oricon | Posição na Oricon |
| Título                                                                | Lançamento             | Principal         | Indies            |
| --------------------------------------------------------------------- | ---------------------- | ----------------- | ----------------- |
| "ASOBIZ"                                                              | 7 de maio de 2010      | —                 | 3                 |
| "Made in Mine." (メイドインマイン。)                                  | 8 de agosto de 2010    | —                 | 1                 |
| "Zekkou Etsuraku Ron" (絶交悦楽論)                                    | 13 de abril de 2011    | —                 | 2                 |
| "Kaibutsu"                                                            | 20 de julho de 2011    | —                 | 5                 |
| "SHOW 2 GLOW"                                                         | 7 de dezembro de 2011  | —                 | 7                 |
| "GUILLOTINE" (ギロチン)                                               | 2 de fevereiro de 2012 | —                 | 1                 |
| "KILLERxKILLERxKILLER"                                                | 4 de julho de 2012     | 40                | 6                 |
| "BUKIMI"                                                              | 20 de março de 2013    | 17                | 2                 |
| R.I.P"                                                                | 20 de março de 2013    | 18                | 3                 |
| "Live to Love"                                                        | 20 de março de 2013    | 19                | 4                 |
| "Bunmei Kaika" (文明開化)                                             | 22 de maio de 2013     | —                 | 1                 |
| "HICCHAKAxMECCHAKA"                                                   | 25 de setembro de 2013 | 5                 | 1                 |
| "Hone" (骨)                                                           | 10 de março de 2014    | 4                 | 1                 |
| "Jugemu"                                                              | 24 de setembro de 2019 | 4                 | 1                 |
| "Kōun no Megami wa Sari Yukedo Warae" (幸運の女神は去りゆけど笑え)    | 21 de outubro de 2015  | 10                | 1                 |
| "V.S"                                                                 | 30 de março de 2016    | 11                | 5                 |
| "Shin Jinsei" (新人生)                                                | 9 de agosto de 2017    | 29                | 2                 |
| "Wally?"                                                              | 30 de outubro de 2018  | 15                | 2                 |
| "Shikotama/Utakata ni Saku Sawarana Hana" (しこたま/泡沫に咲く柔な花) | 5 de março de 2019     | 27                | 2                 |
| "Karaku Lyric" (カラクリリック)                                       | 10 de março de 2020    | 26                | 4                 |
| "Hitorigoto." (ひとりごと。)                                          | 6 de julho de 2022     | 32                | 5                 |
| "OZ"                                                                  | 6 de julho de 2022     | 45                | 4                 |